# Ритола, Маттиас
Маттиас Ритола (швед. Mattias Ritola; род. 14 марта 1987, Бурлэнге, Швеция) — шведский хоккеист, нападающий. Игрок швейцарского клуба «Фрибур-Готтерон» и сборной Швеции.

## Биография
Маттиас Ритола дебютировал в высшей лиге Швеции за клуб «Лександ» в сезоне 2005/06. На драфте НХЛ 2005 года был выбран клубом «Детройт Ред Уингз». К команде присоединился в сезоне 2007/08. Первый матч в НХЛ сыграл 15 марта 2008 года против «Нэшвилл Предаторз». По итогам сезона «Детройт» стал обладателем Кубка Стенли. Ритола не сыграл матчей в плей-офф, поэтому его имя не было выгравировано на кубке. Тем не менее, он получил в награду кольцо Кубка Стенли, а также был запечатлен на общей командной фотографии с кубком. Впервые в своей карьере в НХЛ в плей-офф Маттиас сыграл только 6 мая 2010 года против «Сан-Хосе». 6 октября 2010 года перешёл в «Тампа-Бэй Лайтнинг». 30 октября 2010 года забил первую шайбу в НХЛ в ворота Ильи Брызгалова в матче против «Финикса». В конце 2010 года попал в лазарет с болезнью Меньера. В начале ноября 2011 года был переведён в клуб АХЛ «Норфолк Эдмиралс», но выступать за него отказался. 9 ноября 2011 года контракт с «Тампой» был расторгнут. На следующий день было объявлено о том, что сезон 2012/13 хоккеист проведёт в МОДО. По окончании сезона контракт был продлён ещё на 2 года. По ходу сезона 2014/15 перешёл в «Лександ». С 2015 по 2016 выступал за «Шеллефтео». 31 мая 2016 года Ритола подписал двухлетний контракт со швейцарским клубом «Фрибур-Готтерон».